# Vitalij Petrakov
Vitalij Aleksandrovič Petrakov (in russo Виталий Александрович Петраков?; Tula, 10 dicembre 1954) è un ex pistard russo, fino al 1991 sovietico.

## Palmarès

### Olimpiadi
- 2 medaglie:
  - 1 argento (Montreal 1976 nell'inseguimento a squadre)
  - 1 oro (Mosca 1980 nell'inseguimento a squadre)